# Малаков, Георгий Васильевич
Гео́ргий Васи́льевич Мала́ков (10 февраля 1928, Киев — 14 июня 1979, Киев) — советский художник-график. Заслуженный художник УССР (1974).

## Биография
Родился 10 февраля 1928 года, вырос и прожил всю жизнь в Киеве.
«Гога» (так называли Георгия родные) проявил свои способности уже в детстве и рисовал всю жизнь. Альбомы зарисовок Малакова, помимо прочего, — исключительно интересный исторический источник и достоверный документ эпохи (в особенности относительно военного времени). Учился в художественной школе. Пережил вместе с матерью и младшим братом (отец был на фронте) оккупацию Киева в 1941—1943 годах. В 1944—1949 годах учился в Киевской художественной средней школе имени Тараса Шевченко.
В 1955 году окончил Киевский художественный институт, где учился в мастерской книжной графики под руководством И. Н. Плещинского. Работал в станковой и книжной графике, особенно в области иллюстрации детской и приключенческой литературы (произведения В. Владко, О. Бердника, В. Нестайко и других). Много лет работал в журнале «Украина», эпизодически участвовал в других периодических изданиях Украины (журнал «Старт» и другие). Оставил много работ в технике линогравюры. Известны экслибрисы Малакова. Особое внимание уделял военной тематике, в которой был поистине мастером. Его произведениям, посвящённым военной поре, присуща подлинная энциклопедичность, внимание к свидетельствам времени, трогательным подробностям (цикл линогравюр «Киев в грозное время»).
Творчество Малакова отличает особое внимание к точности изображаемого, к воссозданию контекста и каждой детали — идёт ли речь о «проходной» журнальной иллюстрации или солидной работе одного из циклов. Вместе с тем лучшим работам автора присуща яркая жизнерадостность, мягкое добродушие и чувство юмора.

## Работы
Множество иллюстраций к изданиям, среди них:
- Иллюстратор украинского издания новелл «Декамерон» Дж. Боккаччо.
- «Романтические гравюры».
- «Средневековые сюжеты».
- «Завоеватели морей» (серия, посвящённая известнейшим пиратам).
- «Декамерон».
- «Тиль Уленшпигель».
- Поэма Леси Украинки «Роберт Брюс — король шотландский».
- Роман Вальтера Скотта «Квентин Дорвард».

## Персональные выставки
- В 1982 году проведены персональные выставки произведений Г. Малакова во многих городах: Киеве, Днепропетровске, Одессе, Мариуполе, Донецке, Харькове, Львове, Виннице, Керчи.
- В 1984 году была проведена выставка в Москве.